# Oppidum de Montjean
L'oppidum de Montjean est un site archéologique situé sur les communes de Cavalaire-sur-Mer et La Môle, dans le département du Var.

## Histoire
Construit par les Ligures, cet oppidum a été implanté entre les VIe et IVe siècles av. J.-C.. Il semble que le site fut abandonné au IVe siècle apr. J.-C..
Des fouilles ont été faites de 1963 à 1979. Elles ont permis de mettre au jour des poteries et céramiques, tant de production locale, que d'origine Phocéennes, qui permettraient de supposer une commerce de vins.
L'oppidum est partiellement inscrit au titre des monuments historiques par arrêté du 29 novembre 1996. 

## Bâtiment
L'oppidum est constitué d'une forteresse, comprenant des bâtiments en pierres sèches.